# Caio Aquílio Próculo
Caio Aquílio Próculo (em latim: Gaius Aquilius Proculus) foi um senador romano nomeado cônsul sufecto para o nundínio de julho a agosto de 90 com Públio Bébio Itálico.

## Carreira
Sua carreira é conhecida através de uma inscrição encontrada em Putéolos, na Itália. Seu primeiro cargo conhecido é o consulado em 90. Depois de sobreviver aos difíceis anos finais de Domiciano, foi procônsul da Ásia em 103 e 104. Além disto, era um dos quindecênviros dos fatos sagrados, um dos mais prestigiosos colégios de Roma.